# Kota Baru (Uram Jaya)
Kota Baru is een bestuurslaag in het regentschap Lebong van de provincie Bengkulu, Indonesië. Kota Baru telt 672 inwoners (volkstelling 2010).